# Kakofonia
Kakofonia (z gr. κακοφωνία – nieprzyjemne brzmienie, niemiły dźwięk) – termin o pejoratywnej cesze znaczeniowej, oznaczający zespół dźwięków niezestrojonych, nieharmonicznych (nieprzyjemnie brzmiącą mieszaninę dźwięków) lub mieszaninę form, kolorów, treści itp. Przeciwieństwo eufonii.

## Przykład
Chrzęst szczęk pstrych krów wprządł w słuch
Szept: "Trwasz wśród warstw łgarstw? Tchórz!
Stwórz wpierw z przerw werw, w chwil skruch
Strzęp chwalb – nerw ścierw czymś strwóż!"